# Cabrespine
Cabrespine är en kommun i departementet Aude i regionen Occitanien  i södra Frankrike. Kommunen ligger  i kantonen Peyriac-Minervois som ligger i arrondissementet Carcassonne. År 2022 hade Cabrespine 179 invånare.

## Befolkningsutveckling
Antalet invånare i kommunen Cabrespine
Referens: INSEE